# Hans Christensen Sthen

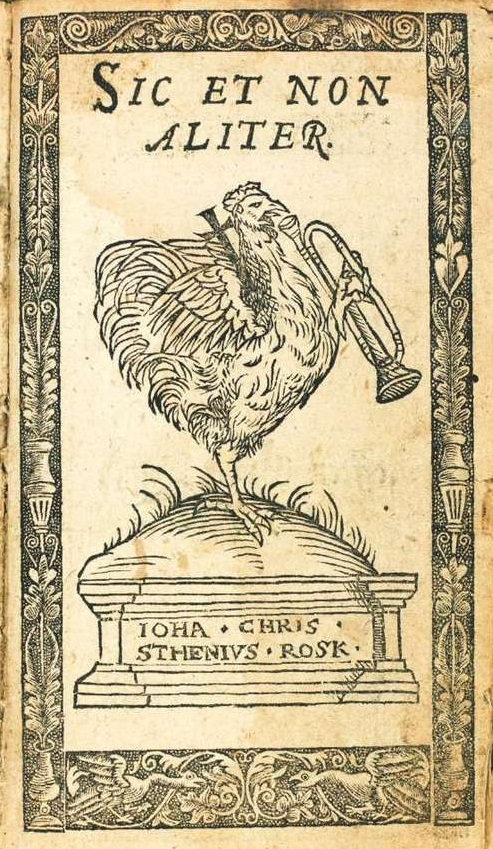
Sthens Emblem – ein Hahn mit Trompete – und Wahlspruch: Sic et non aliter – „So und nicht anders“

Hans Christensen Sthen (* 25. November 1544 in Roskilde; † April oder Mai 1610 in Malmö, damals Königreich Dänemark) war ein dänischer lutherischer Pfarrer, Erbauungsschriftsteller und Kirchenlieddichter. Er gilt als „Begründer der national-dänischen Kirchenlieddichtung“.

## Leben
Sthens Eltern starben früh. Über seine Schul- und Studienzeit fehlen Quellen, doch spricht viel dafür, dass er in Kopenhagen und in Deutschland studierte.
1565 wurde er Rektor der Lateinschule in Helsingør, im Jahr darauf Prediger an der St.-Olai-Kirche. 1567 heiratete er zum ersten Mal. Der Name seiner ersten Frau († 1602) ist nicht bekannt. Ab 1570 war er zugleich Pfarrer und Schulrektor und leitete auch den Chor der Lateinschule. 1581 erwarb er den Magistergrad der Universität Kopenhagen.
1583 folgte er einem Ruf des Stadtrats von Malmö. Er wurde Pfarrer an der Stadtkirche St. Petri und Propst für den Verwaltungsbezirk Oxie Herrad. Das Amt war gut dotiert. Sthen wurde einer der wohlhabendsten Bürger, bewohnte ein repräsentatives Stadthaus und besaß eine wertvolle Bibliothek.
Sthens dominante Amtsführung brachte ihm Gegnerschaft ein. Im Jahr 1600 versuchte der Stadtrat ohne Erfolg, ihn zu versetzen. 1602 heiratete er Elline Olufsdatter († 1607). 1607 legte er seine Ämter nieder. Seine letzten Jahre waren überschattet von Rechtsstreitigkeiten mit seinen Kindern aus erster Ehe. Nach seinem Tod 1610 wurde er in der St.-Petri-Kirche beigesetzt.

## Veröffentlichungen
Sthens Veröffentlichungen sind zu großen Teilen Übersetzungen deutscher lutherischer Erbauungsschriften. Seine wichtigsten Werke sind:
- En liden Haandbog, som indeholder allehonde nyttige Øffuelser vdi Gudelighed oc smucke trøstelige Bøner oc Loffsange, som mand kand daglige bruge (1578) (Digitalisat)
- En liden Vandrebog: Indeholdendis atskillige smucke Bøner oc trøstelige Sange, met nogle nyttige Lifs Regle i artige Rijm befattede (1589) (Volltext)

Nachwirkung hat er vor allem durch seine Lieder, die zum Teil Nachdichtungen deutscher Vorbilder, zum Teil Originalschöpfungen sind. Als Verfasser geriet er jedoch in Vergessenheit und wurde erst um die Mitte des 19. Jahrhunderts wiederentdeckt. Das aktuelle dänische Gesangbuch enthält 16 Lieder von ihm. Im Evangelischen Gesangbuch (Regionalausgaben Niedersachsen-Bremen und Nordelbien) findet sich Wilhelm Thomas’ Übertragung Des Tages Glanz erloschen ist seines Abendlieds Den lyse dag forgangen er.